# Paulovnijevke
Paulovnijevke (lat. Paulowniaceae), biljna porodica u redu medićolike iz jugoistočne Azije. Ime je dobila po paulovniji, rodu listopadnog drveća, među kojima je najpoznatija pustenasta paulovnija. Postoji 8 vrsta unutar 2 roda.
Rod Wightia prije je uključivan u porodice Scrophulariaceae i Paulowniaceae

## Rodovi
1. Paulownia Siebold & Zucc.  (7 spp.)
2. Shiuyinghua Pacit (1 sp.)